# بالاکن
بالاکَن (به ترکی آذربایجانی: Balakən، به آواری: Билкан، همچنین پیش‌تر در دوران شوروی بلوکانی ბელაქანი) شهری در شمال‌غرب جمهوری آذربایجان است. این شهر مرکز شهرستان بالاکن است و جمعیت این شهر بر اساس سرشماری سال ۱۹۸۹ میلادی، ۸٫۱۳۴ نفر و بر اساس سرشماری سال ۲۰۰۸ میلادی، ۹٫۱۰۰ بوده‌است که در سال ۲۰۱۷ به ۱۴٫۸۰۰ نفر رسیده است.

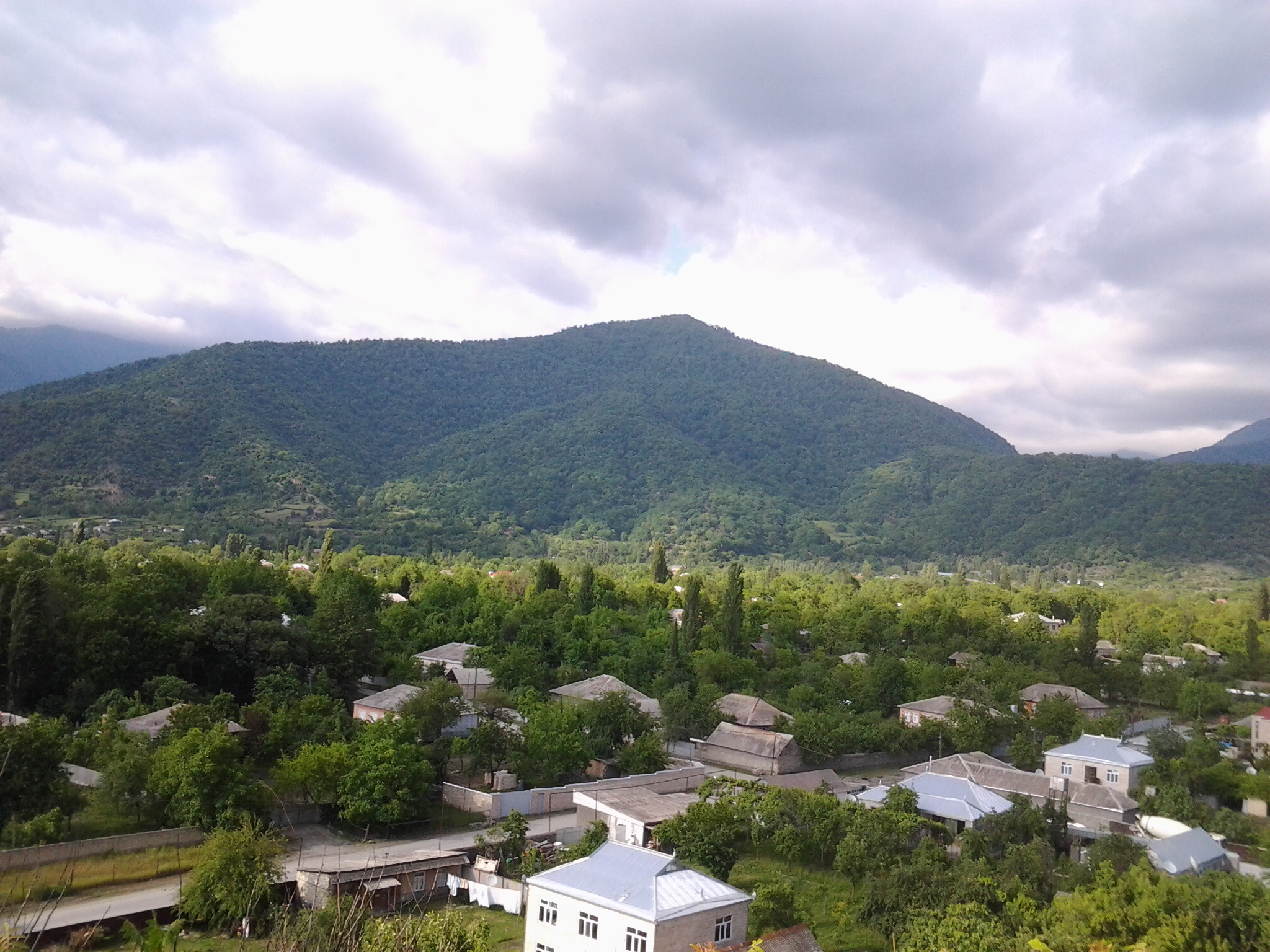

## جغرافیا
بالاکن شهری در شمال غربی جمهوری آذربایجان و در نزدیکی مرز استان کاختی کشور گرجستان است. این شهر در کرانه رود بالاکن، از شاخه‌های رودخانه آلازانی جای دارد. بزرگراه یولاخ-لاگودخی از کنار این شهر می‌گذرد و دو کشور جمهوری آذربایجان و گرجستان را به هم وصل می‌کند. این شهر تا یولاخ ۱۷۸ کیلومتر و تا شهر باکو ۳۹۴ کیلومتر فاصله دارد. این شهر در دامنه‌های جنوبی رشته‌کوه قفقاز بزرگ جای دارد.

## تاریخچه
در طول تاریخ، پادشاهی‌ها و خان‌نشین‌های گوناگونی از جمله پادشاهی کاختی بر این شهر فرمانروایی کرده‌اند. در میان سال‌های ۱۹۱۸ تا ۱۹۲۰ میلادی، این شهر مورد اختلاف میان جمهوری خلق آذربایجان و جمهوری دموکراتیک گرجستان تا اینکه هردو کشور به خاک شوروی ضمیمه شدند. پس از آن این شهر و شهر زاقاتالا به جمهوری شوروی سوسیالیستی آذربایجان ضمیمه شدند. در سال ۱۹۳۰ میلادی این شهر مرکز شهرستان بالاکن شد. در سال ۱۹۶۵ میلادی شهر بالاکن با تصویب دولت وقت آذربایجان شوروی به عنوان شهر ارتقا پیدا کرد.

## مردم
جمعیت شهر بالاکن در سال ۲۰۱۷ میلادی ۱۴۸۰۰ نفر بوده است.
بیش‌تر مردم شهر بالاکن را آذربایجانی‌ها به همراه اقلیتی از آوارها و گرجی‌ها تشکیل می‌دهند. بر اساس آمار غیر دولتی در سال ۲۰۰۵ میلادی آذربایجانی‌ها ۸۵٪ ، آواری‌ها ۱۴٪ و ۱٪ باقی‌مانده از دیگر اقوام بودند.

## گردشگری
در شهر بالاکن، مسجدی متعلق به سده هفدهم میلادی با یک گلدسته ۴۵ متری وجود دارد که در سال های ۱۸۶۷-۱۸۷۷ میلادی ساخته شده است.
در این شهر یک موزه تاریخ محلی ایجاد شده است که در آن یافته های باستان‌شناسی، صنایع دستی سنتی و همچنین اسناد تاریخی جمع‌آوری شده است.
این شهر دارای یک پارک بزرگ فرهنگی و تفریحی به همراه تله‌کابین است.
در سال ۲۰۱۰ میلادی یک مجموعه المپیک چند منظوره در بالاکن به بهره‌برداری رسید.

## اقتصاد
اقتصاد بالاکن استوار بر بخش کشاورزی و بخش گردشگری است. برخی صنایع همچون ساخت سازه‌های بتنی، کنسرو سازی و فراورده‌های دامی هم در حال فعالیت هستند.

## غذا و خوراک
بالاکن دارای غذاهای مختلفی از جمله چیغیرتمای مرغ، جوتتو، ماخارا، سورهوللو، ات قوتابی و حلوای بالاکن است.

## ترابری
بالاکن دارای یک ایستگاه اتوبوس بین شهری است.
در سال ۱۹۸۵ میلادی یک ایستگاه راه آهن به عنوان آخرین ایستگاه در خط یولاخ-بالاکن به بهره‌برداری رسید.
یک فرودگاه نیز در سال ۲۰۰۴ میلادی در این شهر ساخته شده است.

## نگارخانه

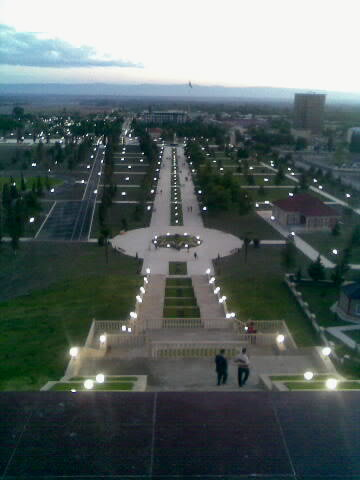
پارک مرکزی شهر
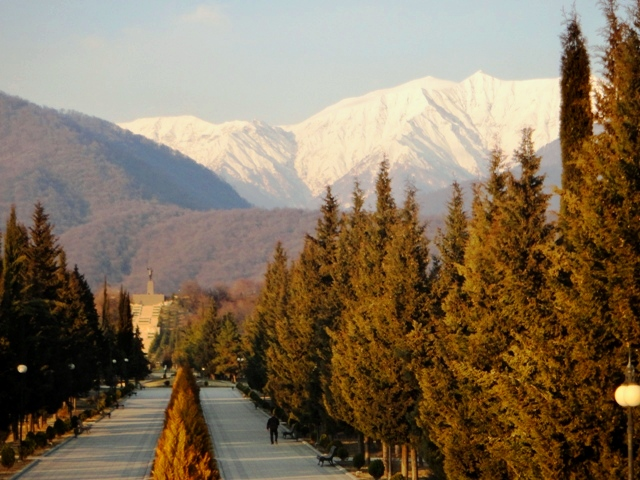
نمایی از پارک مرکزی بالاکن
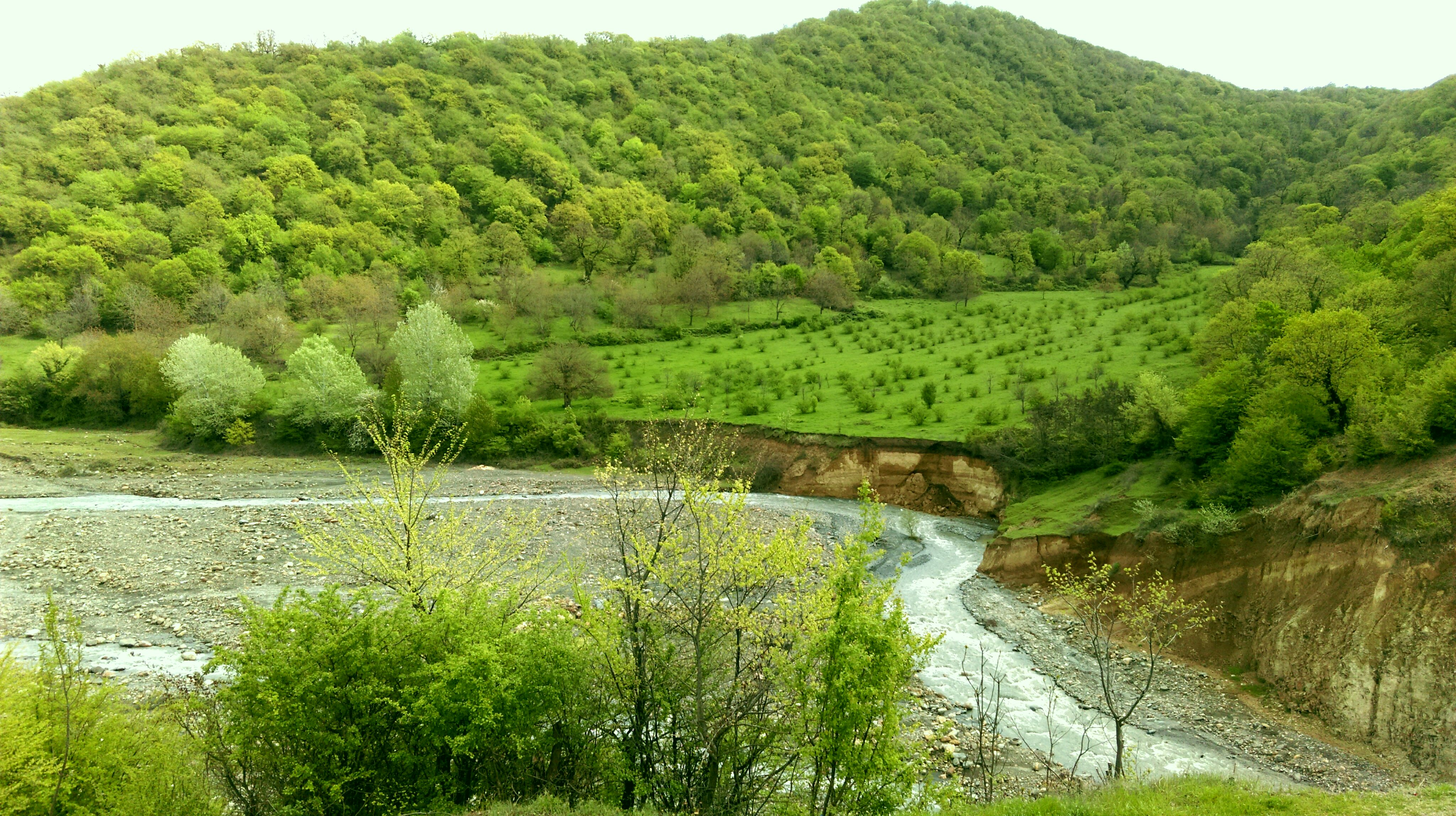
طبیعت بالاکن
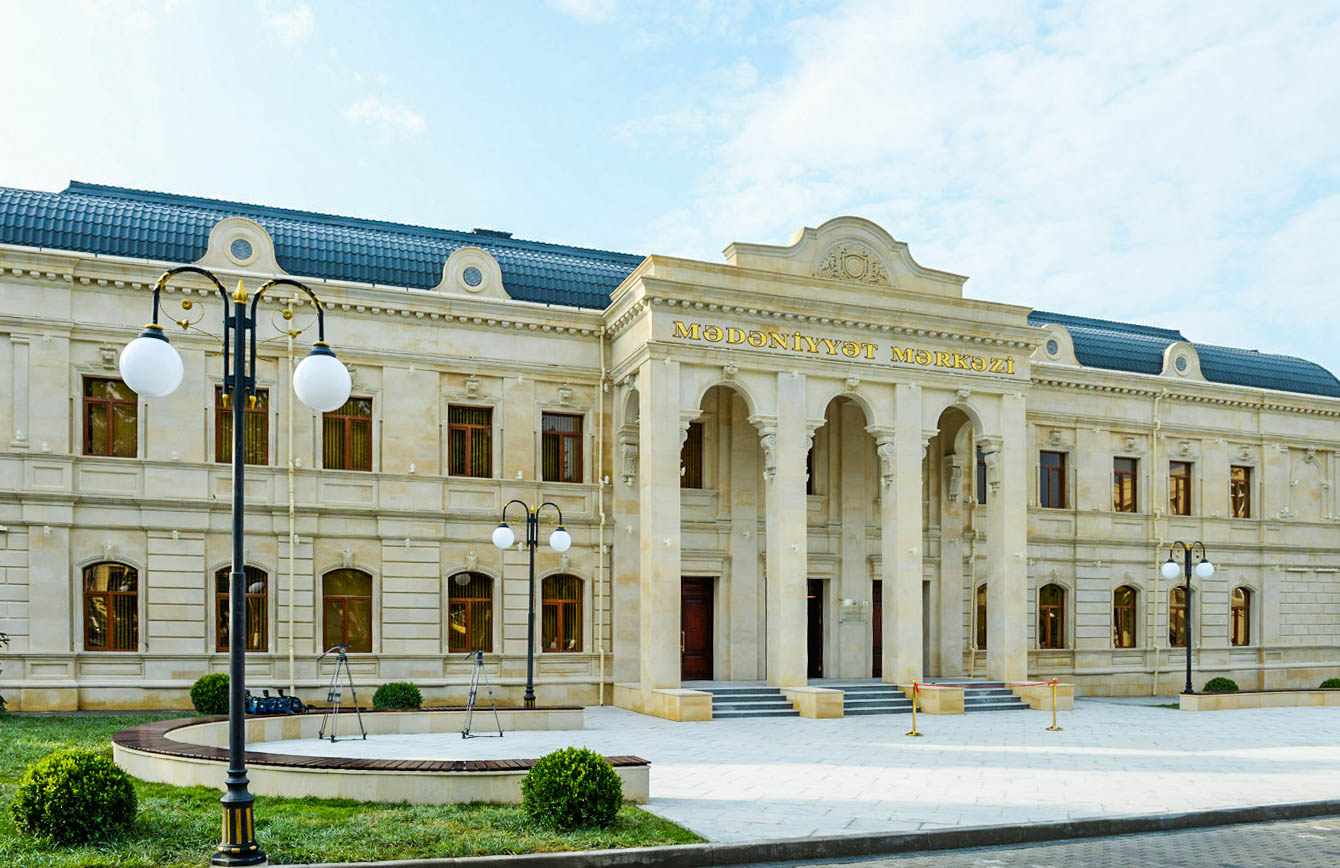
خانه فرهنگ بالاکن
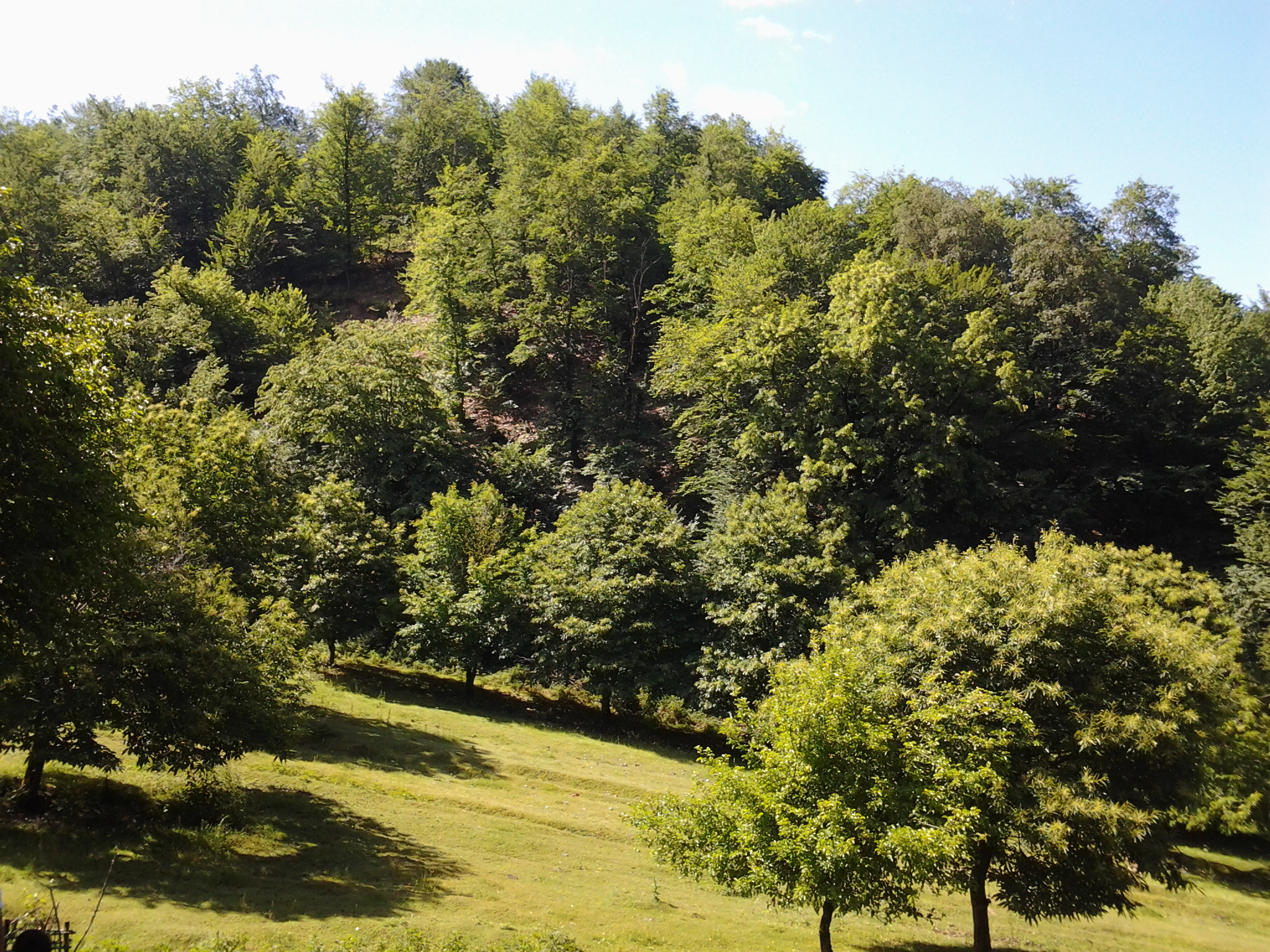
طبیعت بالاکن
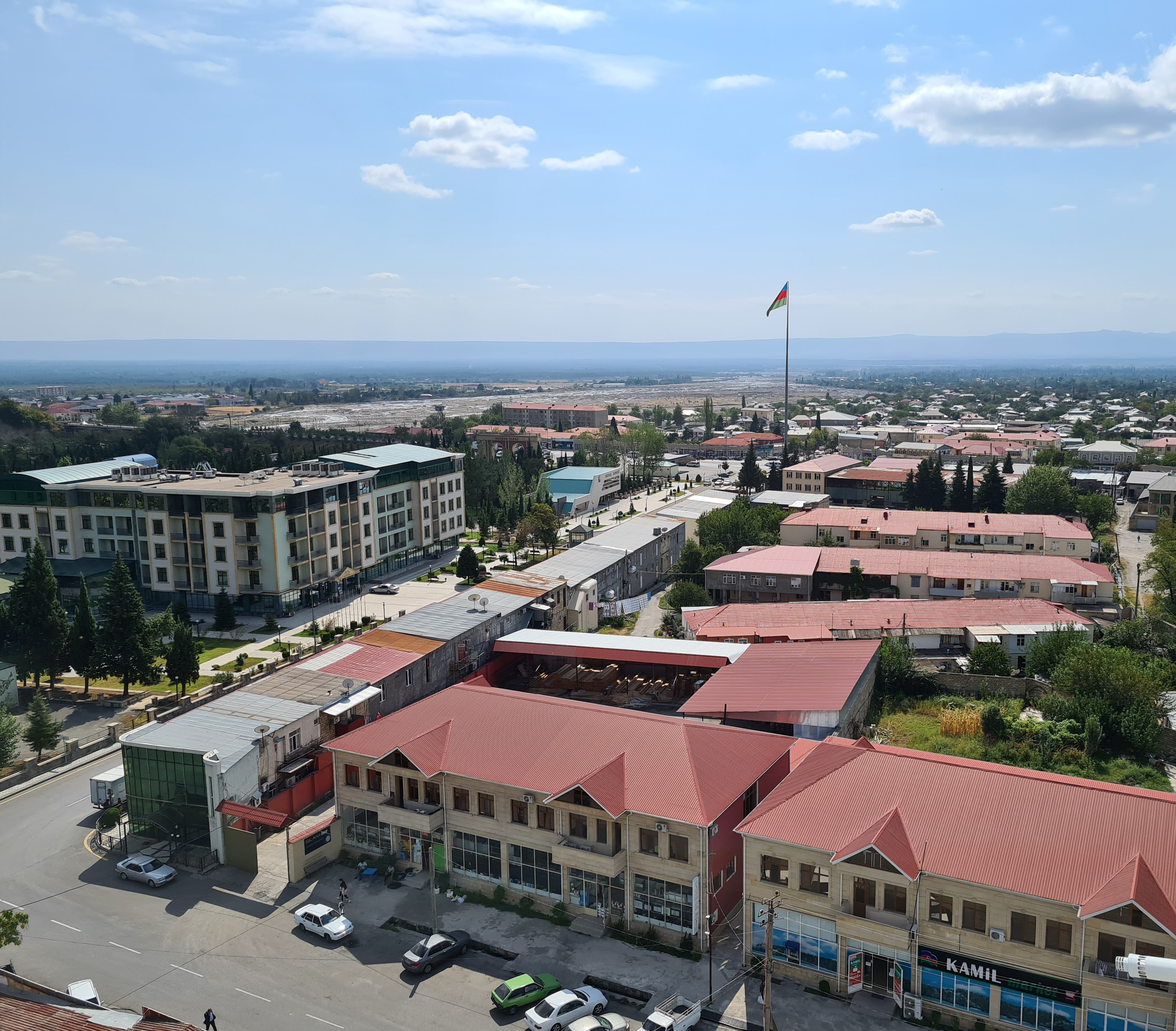
نمایی از بالاکن
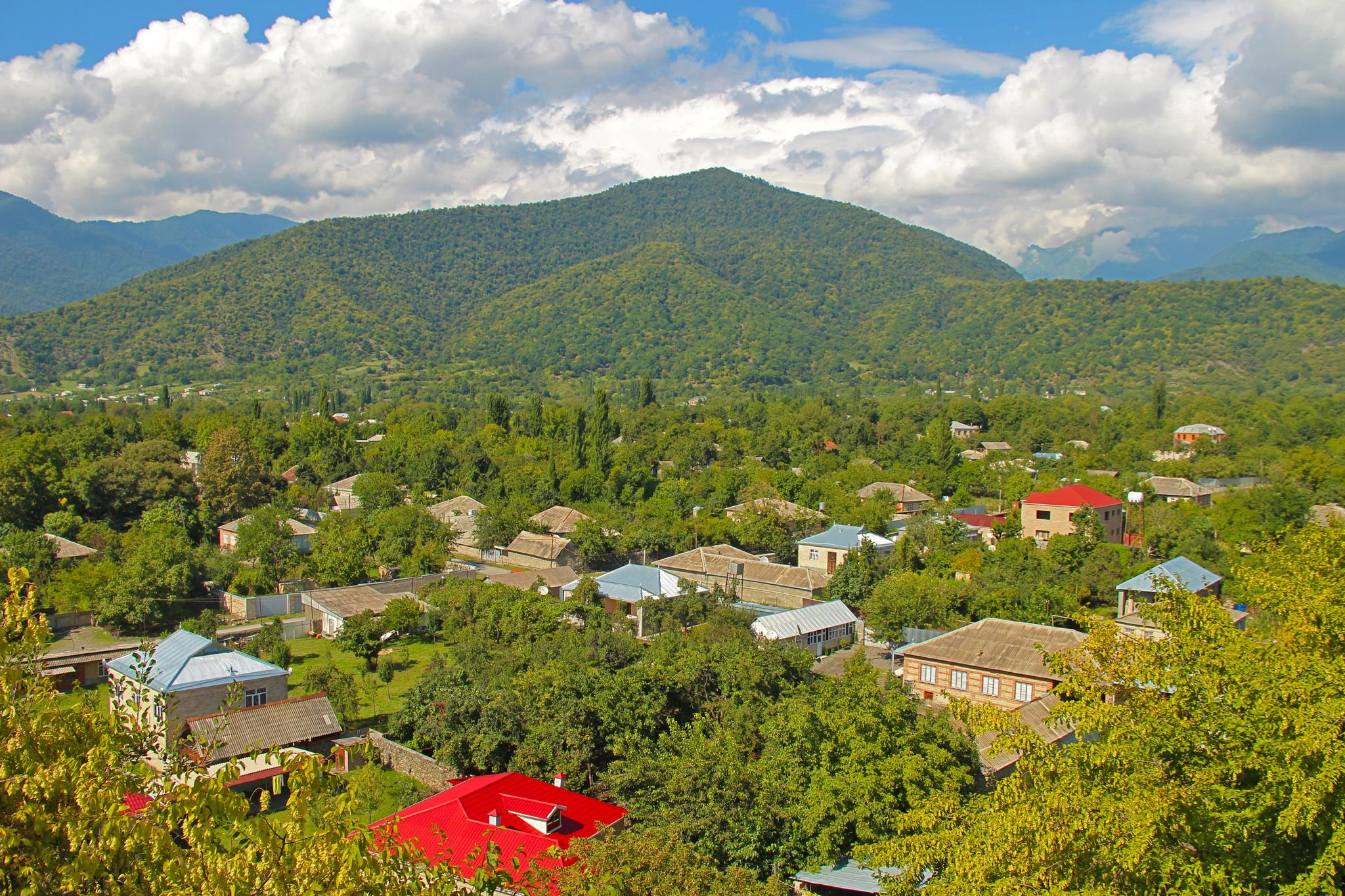
نمایی از بالاکن
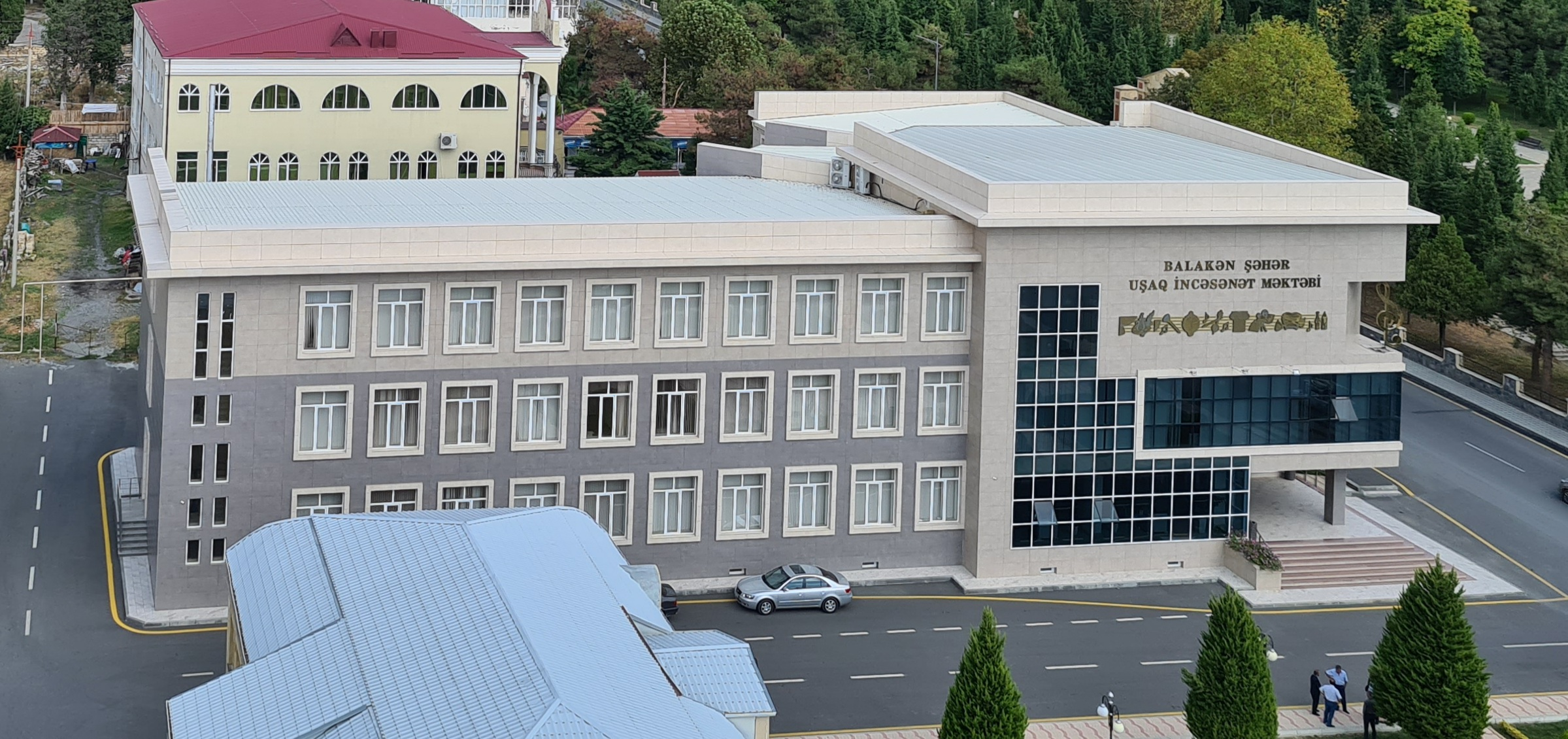
آموزشگاه هنر کودکان بالاکن